# تيبور بليس
تيبور بليس (بالألمانية: Tibor Pleiß) مواليد 2 نوفمبر 1989 في بيرغيش غلادباخ، ألمانيا الغربية، هو لاعب كرة سلة ألماني. بدأ مسيرته الاحترافية في سنة 2006. تم اختياره من قبل فريق بروكلين نتس خلال الدرافت. يلعب مع غلطة سراي لكرة السلة كلاعب وسط. يحمل الرقم 21. يبلغ طوله 7 قدم 3 بوصة (2.2 م).

## المسيرة الاحترافية
لعب مع بروس باسكتس في الدوري الألماني من سنة 2009 إلى 2012، ثم لعب مع ساسكي باسكونيا في الدوري الإسباني من سنة 2012 إلى 2014، ثم لعب مع نادي برشلونة لكرة السلة في موسم 2014–15 ، ثم لعب مع يوتا جاز في موسم 2015–2016، ثم لعب مع غلطة سراي لكرة السلة في الدوري التركي في سنة 2016.

## إحصائيات المسيرة

### الدوري الأوروبي
| السنة   | الفريق                  | لعب | بدأ | دقيقة | ميداني% | ثلاثية | حرة  | ارتداد | صنع | استلاب | تصدي | نقطة | أداء |
| ------- | ----------------------- | --- | --- | ----- | ------- | ------ | ---- | ------ | --- | ------ | ---- | ---- | ---- |
| 2010–11 | بروس باسكتس             | 10  | 10  | 19.1  | .413    | .444   | .789 | 6.3    | .9  | .1     | 1.5  | 6.7  | 8.6  |
| 2011–12 | بروس باسكتس             | 10  | 4   | 18.5  | .500    | .000   | .682 | 5.4    | .4  | .0     | .8   | 6.5  | 8.1  |
| 2012–13 | ساسكي باسكونيا          | 25  | 4   | 14.2  | .607    | .333   | .846 | 3.9    | .2  | .2     | .6   | 5.0  | 6.1  |
| 2013–14 | ساسكي باسكونيا          | 24  | 21  | 21.0  | .557    | .333   | .863 | 5.4    | .5  | .5     | 1.0  | 12.0 | 13.7 |
| 2014–15 | نادي برشلونة لكرة السلة | 25  | 1   | 13.1  | .584    | .500   | .848 | 3.9    | .2  | .2     | .6   | 5.3  | 6.9  |
| المسيرة |                         | 94  | 40  | 16.7  | .548    | .400   | .827 | 4.7    | .4  | .2     | .8   | 7.2  | 8.7  |

### الرابطة الوطنية لكرة السلة
| السنة   | الفريق   | لعب | بدأ | دقيقة | ميداني% | ثلاثية | حرة   | ارتداد | صنع | استلاب | تصدي | نقطة |
| ------- | -------- | --- | --- | ----- | ------- | ------ | ----- | ------ | --- | ------ | ---- | ---- |
| 2015–16 | يوتا جاز | 12  | 0   | 6.8   | .440    | .000   | 1.000 | 1.3    | .2  | .1     | .2   | 2.0  |

## روابط خارجية
- تيبور بليس على موقع الاتحاد الدولي لكرة السلة (الإنجليزية)
- تيبور بليس على موقع الدوري الأوروبي لكرة السلة (الإنجليزية)
- تيبور بليس على موقع إن بي أي (الإنجليزية)
- تيبور بليس على موقع سبورتس رفرنس (الإنجليزية)
- تيبور بليس على موقع الدوري الإسباني لكرة السلة (الإسبانية)
- تيبور بليس على موقع كرة السلة الأوروبية.كوم (الإنجليزية)
- تيبور بليس على موقع إي إس بي إن.كوم (الإنجليزية)
- تيبور بليس على موقع ريلجم (الإنجليزية)
- تيبور بليس على موقع بروبوليرز (الإنجليزية)
- تيبور بليس على موقع سبورتس رفرنس (الإنجليزية)